# Ron Jeremy

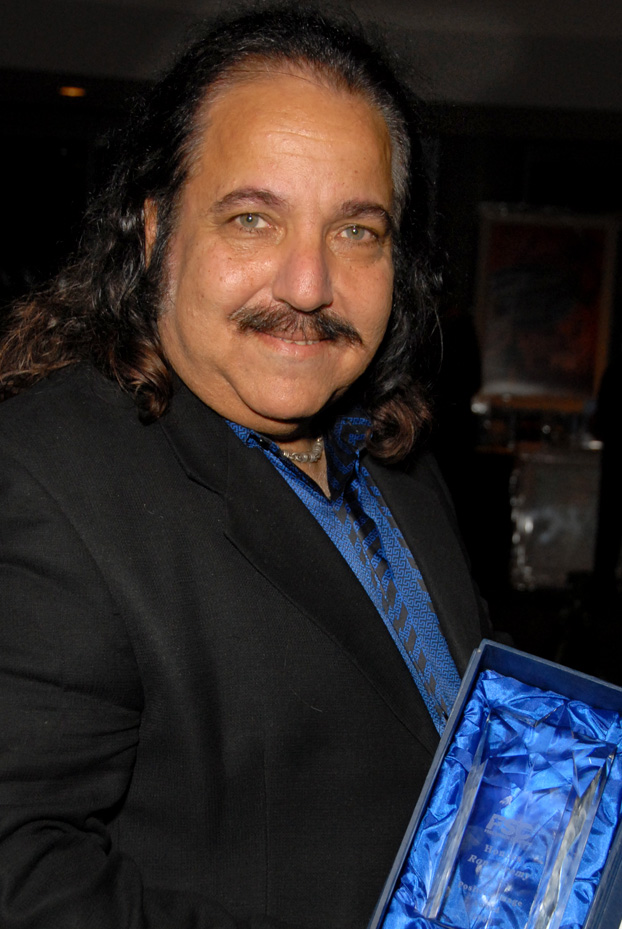
Ron Jeremy

Ron Jeremy, vlastním jménem Ronald Jeremy Hyatt, přezdívaný The Hedgehog, (* 12. března 1953 Queens, New York) je známý americký pornoherec a příležitostný filmový a televizní herec. Je zapsán v Guinnessově knize rekordů jakožto pornoherec s největším počtem natočených pornovideí, ve kterých se vyskytuje.
Pochází z newyorské měšťanské židovské rodiny, jeho otec byl fyzik a matka nakladatelská redaktorka. Na vysoké škole vystudoval dramatická umění a speciální pedagogiku. Po studiích se pokoušel uplatnit jako běžný herec, což jej ale neuživilo, proto se začal věnovat natáčení filmů pro dospělé. Patří mezi nejznámější světové pornoherce, proslul zejména tím, že dokáže[zdroj?] provádět autofelatio a zvládá výborně cunnilingus.[zdroj?]
V současnosti[kdy?] je souzen za sexuální napadení velkého množství žen.[zdroj⁠?!]

## Ocenění
- 1983 AFAA Best Supporting Actor for Suzie Superstar[1]
- 1984 AFAA Best Supporting Actor for All the way in[1]
- 1986 AVN Best Supporting Actor—Film for Candy Stripers II[2]
- 1991 AVN Best Supporting Actor—Video for Playin' Dirty[2]
- 2006 F.A.M.E. Award for Favorite Adult Actor[3]
- 2009 Free Speech Coalition "Positive Image Award"

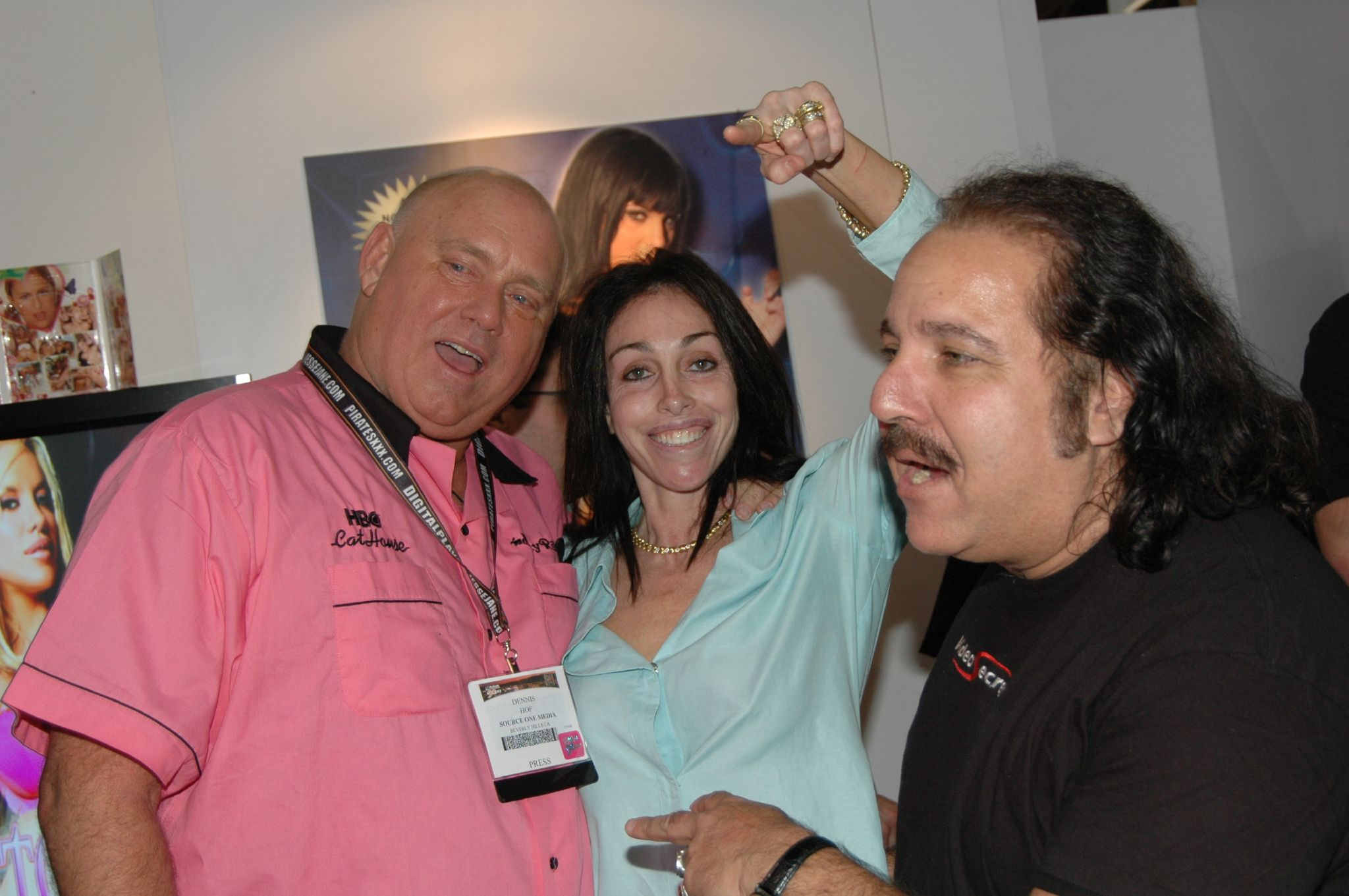
Ron Jeremy s Dennisem Hofem a Heidi Fleiss v roce 2006 v Las Vegas